# Еткерчи
Еткерчи — покинутый аул в Шаройском районе Чеченской Республики.

## География
Расположен на правом берегу реки Шароаргун, к юго-западу от районного центра Химой.
Ближайшие населённые пункты и развалины бывших аулов: на северо-западе — бывшие аулы Чархахи, Качехой и Сандухой, на северо-востоке — село Кесалой, на юго-западе — бывший аул Сандухой, на юго-востоке — бывший аул Алхахи и село Хуландой.